# Saanen-völgyi kecske

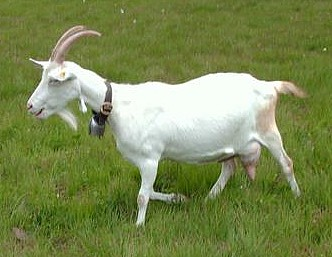
Minden jellemzővel rendelkező példány

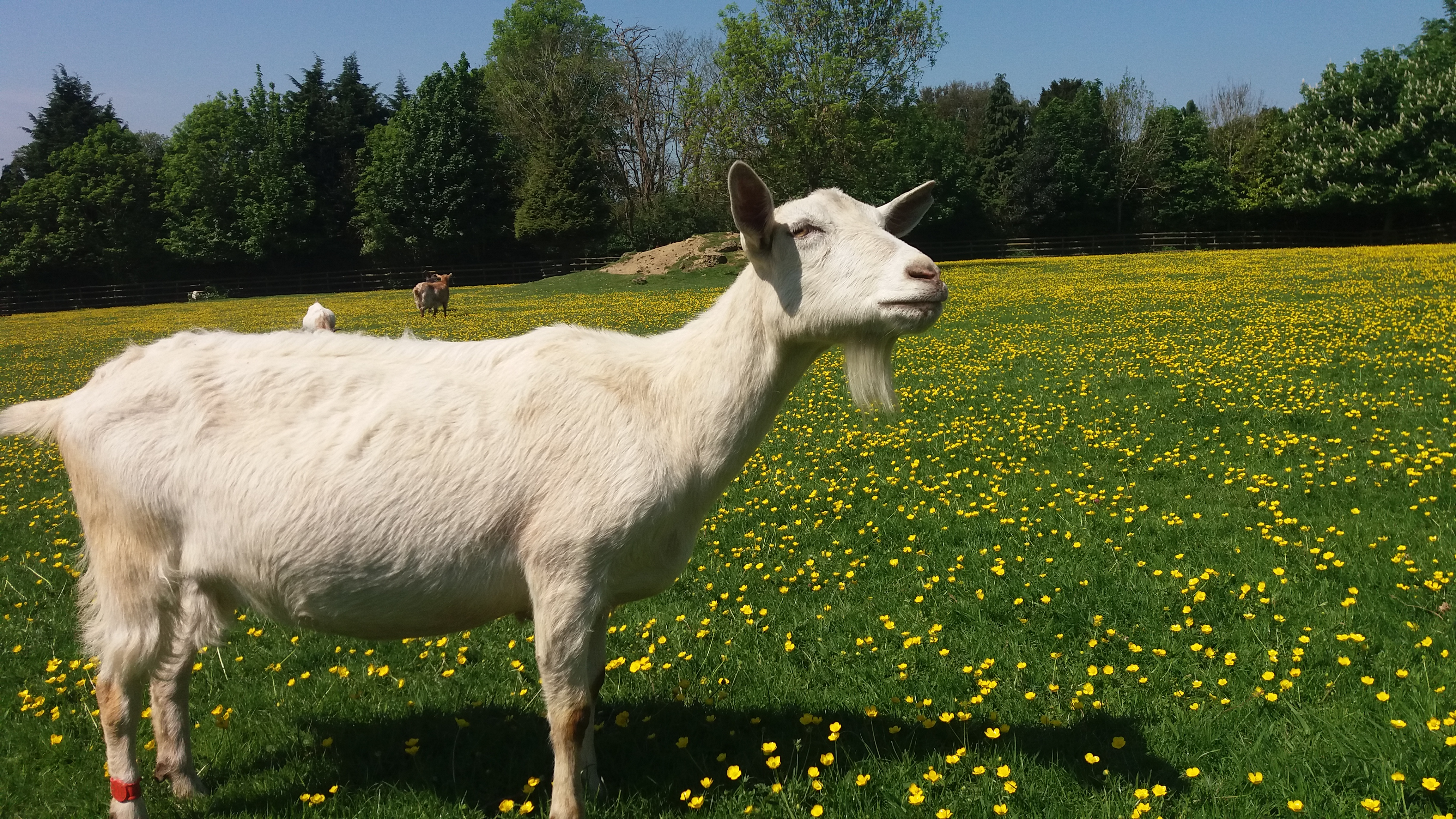
Szarvatlan példány

A saanen-völgyi kecske vagy szánentáli kecske egy svájci kecskefajta, amely igen jó tejelő. Európában egyike a legismertebb és legelismertebb fajtáknak; világszerte több mint 80 országban folyik az ipari méretű tenyésztése.

## Eredete
Amint neve is utal rá, ez a kecske Saanen-völgyéből származik. A völgy a Bern kantonban levő Berni-felvidékhez tartozik. Mivel az egyik legjobb tejelő kecskefajta, exportálása már a 19. században elkezdődött. 2016-ban, becslések szerint világszerte 900 000 kecske létezett ebből a fajtából; ezekből 14 000 csak Svájcban.

## Leírása
A svájci kecskék közül a saanen-völgyi kecske a legnagyobb méretű. A bak 90 centiméter magas és legalább 85 kilogramm tömegű, míg a nőstény 80 cm és 60 kg. A bőre és rövid szőrzete teljesen tejfehér, bár vannak kissé foltos példányok is. Az állat egyedtől függően lehet szarvval rendelkező vagy szarvatlan; egyeseknek „gyöngyei” vagy „bőrcsengettyűi” is vannak (zsíros lógó bőrök a pofa és a nyak között). A pofája egyenes vagy kissé konkáv. Füle feláll és előre mutat. A tőgye feltűnően nagy, mindkét fele oly erősen fejlett, hogy hátsó lábainak különösen jó állásúaknak kell lenniük, hogy elférjen közöttük. Az átlagos nősténykecske 264 nap alatt 838 liter tejet képes adni. A tejnek legalább 3,2%-a zsír és 2,7%-a fehérje kell, hogy legyen.
Mivel világos bőrű, nem bírja a tartós napsütést. A világon sok helyen hibridizálták a helybéli kecskékkel, ily módon újabb fajták jöttek létre: bánáti fehér, brit szánentáli, francia szánentáli, izraeli szánentáli, orosz fehér, Weiße Deutsche Edelziege és jugoszláv szánentáli. Az 1980-as években Új-Zélandon kialakították a fekete szánentálit.

## Fordítás
- Ez a szócikk részben vagy egészben  a   Saanen goat című angol Wikipédia-szócikk ezen változatának fordításán alapul.  Az eredeti cikk szerkesztőit annak laptörténete sorolja fel. Ez a jelzés csupán a megfogalmazás eredetét és a szerzői jogokat jelzi, nem szolgál a cikkben szereplő információk forrásmegjelöléseként.